# Tephrosia lindheimeri
Tephrosia lindheimeri är en ärtväxtart som beskrevs av Asa Gray. Tephrosia lindheimeri ingår i släktet Tephrosia och familjen ärtväxter. Inga underarter finns listade i Catalogue of Life.